# Аэлла (гарпия)
Аэлла́, Элло́ или Аелло́ (др.-греч. Ἀελλώ, в переводе — «шторм» или «быстрая, вихрь»), Аэ(е)лло́па, Аэ(е)лло́пода (Ἀελλόπους, по-русски «вихреподобная») в греческой мифологии — одна или две из гарпий, фантастических миксантропических существ, дочерей морского божества Тавманта и океаниды Электры.

## Сведения
Гесиод:

Дочь Океана глубокотекущего, деву Электру, 

Взял себе в жены Тавмант. Родила она мужу Ириду 

Быструю и Аэлло с Окипетою, Гарпий кудрявых. 

Как дуновение ветра, как птицы, на крыльях проворных

Носятся Гарпии эти, паря высоко над землёю.

Аполлодор:

От Тавманта и Электры, дочери Океана, — Ирида и Гарпии: Аелло и Окипета

Гарпии — крылатые дикие существа — полуженщины-полуптицы отвратительного вида. Их имена указывают на связь со стихиями и мраком (Аэлла, Аэллопа, Подарга, Окипета, Келайно — «Вихрь», «Вихревидная», «Быстроногая», «Быстрая», «Мрачная»). Их количество разные авторы называют по-разному от 2 до 6. Во время похода аргонавтов, крылатые участники похода — Зет и Калаид, преследовали гарпий, в результате они кинулись в пелопоннесскую реку Тигрес, которая с тех пор зовется Гарпис.

Сыновья Борея Зет и Калаид, будучи сами крылатыми, обнажили мечи и стали преследовать Гарпий в воздухе. Гарпиям было предсказано, что они погибнут от руки сыновей Борея, а сыновьям Борея было предопределено погибнуть тогда, когда, преследуя, они не настигнут того, кто станет убегать от них. Одна из преследуемых кинулась в пелопоннесскую реку Тигрес, которая ныне по её имени зовется Гарпис. Эту Гарпию одни называют Никотоей, другие — Аеллоподой. Другая же Гарпия, по имени Окипета, или, как её называют другие, Окитоя (а Гесиод называет её Окипода), бежала вдоль Пропонтиды и достигла Эхинадских островов, которые ныне по этому случаю называют Строфадами: ибо она повернулась, как только прибыла к этим островам, и, оказавшись на берегу, упала от усталости вместе с тем, кто её преследовал. Аполлоний же в «Аргонавтике» говорит, что Гарпий преследовали до островов, называемых Строфадами, и что они не претерпели ничего дурного, так как дали клятву больше никогда не обижать Финея.
— Аполлодор. Мифологическая библиотека. I 9, 21
Имя Аэлло носила одна из охотничьих собак Актеона, растерзавших своего хозяина.
Имя Аэлла носила также амазонка, которая первая атаковала Геракла и была им убита в сражении.